# Partito dei Democratici Cristiani Estoni
Il Partito dei Democratici Cristiani Estoni (in estone: Erakond Eesti Kristlikud Demokraadid) è un partito politico estone di orientamento cristiano democratico fondato nel 1998; fino al 2006 era noto con la denominazione di Partito Popolare Cristiano Estone (Eesti Kristlik Rahvapartei).
È guidato da Aldo Vinkel.

## Risultati elettorali
| Elezione          | Voti   | %    | Seggi   |
| ----------------- | ------ | ---- | ------- |
| Parlamentari 1999 | 11.745 | 2,43 | 0 / 101 |
| Parlamentari 2003 | 5.275  | 1,07 | 0 / 101 |
| Parlamentari 2007 | 9.456  | 1,72 | 0 / 101 |
| Europee 2009      | 1.715  | 0,43 | 0 / 6   |
| Parlamentari 2011 | 2.934  | 0,51 | 0 / 101 |